# Muhammad Hitdayatullah
Muhammad Hitdayatullah, född 1905, död 1992, var en indisk jurist och politiker och Indiens vicepresident mellan 1979 och 1984. Hitdayatullah tjänstgjorde som tillförordnad president från 20 juli till 24 augusti 1969.